# خواكين رودريغيز إسبينار
خواكين رودريغيز إسبينار (بالإسبانية: Joaquín Rodríguez Espinar)‏ (من مواليد 28 نوفمبر 1982 في باراداس، إشبيلية، إسبانيا)، هو لاعب كرة قدم إسباني، يلعب كمهاجم.

## وصلات خارجية
- خواكين رودريغيز إسبينار على موقع قاعدة بيانات كرة القدم.إي يو (الإنجليزية)
- خواكين رودريغيز إسبينار على موقع Soccerway.com (الإنجليزية)

- Sabadell official profile
- BDFutbol profile
- Futbolme profile (بالإسبانية)
- Transfermarkt profile